# Дървеник Вели
Дървеник Вели (на хърватски: Drvenik Veli) е хърватски остров в Адриатическо море, в Централна Далмация.

## Общи сведения
Площта на Дървеник Вели е 12,07 км², бреговата му линия е с дължина 23 км. Най-високата му точка е 178 м. Разположен е на 1,8 км от континенталното крайбрежие. Намира се на северозапад от остров Шолта, на югозапад от Чиово и на изток от Дървеник Мали, от който го делят само 1,5 км и пролив наречен Дървеничка врата.
Дървеник Вели е встрани от основните морски пътища, което оказва негативно влияние върху икономическото му развитие.
В административно отношение попада в границите на Сплитско-далматинска жупания.
Между село Дървеник Вели, където е съсредоточена основната част от населението на острова, и Сплит има фериботна връзка.
Поради особеностите на карстовия релеф и специфичните климатични дадености, на Дървеник Вели няма постоянни естествени водоеми, което също е една от пречките пред икономиката и затруднение за инвеститорите. Населението се снабдява с вода чрез специални контейнери за събиране на дъждовна вода или чрез водоноски докарвани от континента. Поради тази причина от земеделските култури е възможно единствено отглеждането на типичните средиземноморски култури - лозя и маслини.

## История
За пръв път в историческите извори името на острова се споменава през XIII век като Zerona или Zirona, наименование останало вероятно от времето на илирите. До началото на XV век островът е обрасъл с гъсти гори и тук само лятно време бродят овчари с техните стада. През XV век обаче бягайки от нашествието на османците, семейства от континента и главно от Винище се заселват на острова като първоначално периодично се връщат до Винище, но с трайното установяване на османците по тези земи и все по-свирепите им грабежи бежанците се принуждават да останат за постоянно на острова.
Първото преброяване на населението на Дървеник Вели е направено през 1521 г., когато са записани 26 семейства с енорийски свещеник Матео Флори от Трогир.
На 13 януари 1639 г. островът е продаден за 6000 дуката на четирима венециански благородници, чиито задължения според договора за продажба били да доставят дървен материал за войската и да не строят на острова други сгради освен жилищата на островитяните и помещения за добитъка.
През 1740 г. в архивите островът за първи път се съобщава с неговото хърватско име Дървеник (Dervenik).
След падането на Венеция през 1797 г. Далмация е присъединена към Австрия за осем години до 1805 г. На следващата година Франция след поражението на австрийците получава Далмация с подписването на Пресбургския мирен договор. През 1813 г. с падането на Наполеон Австрия повторно установява контрол над Далмация.
След Втората световна война Дървеник Вели е част от Югославия, а след разпада ѝ през 1991 г. влиза в състава на независима Хърватия.

## Растителност
За острова е характерно разпространението на вечнозеления каменен дъб, миртата, алепския бор. Тъй като почвите тук са плитки, сухи и неплодородни, могат да се развиват добре единствено сухолюбиви, издръжливи, невзискателни култури. Населението има богат опит в отглеждането главно на маслини и тяхната преработка, както и на грозде в някои части на острова.

## Население
Според последните преброявания през 2001 г. населението на Дървеник Вели възлиза на 168 души, съответно през 2011 г. – на 170 души. По-голямата част от тях живеят в село Дървеник Велики и се занимават с риболов, земеделие и туризъм. Сериозен проблем остава миграцията на населението към континенталните градове Трогир и Сплит.